# Konradsheim (Erftstadt)
Konradsheim ist ein Stadtteil von Erftstadt im Rhein-Erft-Kreis, Nordrhein-Westfalen, der gemeinsam mit dem südlich angrenzenden Lechenich einen Stadtbezirk bildet. Das Zentrum des Ortes bildet die Burg Konradsheim.

## Ortsname
Der Ort ist, wie die übrigen auf „-heim“ endenden Orte, eine fränkische Gründung – die Siedlung eines Mannes, der wahrscheinlich Kunrich hieß.

## Geschichte

### Vorgeschichte und römische Zeit
Hinweise auf eine sehr frühe Besiedlung des Raumes Konradsheim konnten im Jahr 1994 durch ausgewertete Funde der Archäologen bestätigt werden. Die Untersuchung der dort gefundenen Keramikreste ehemaliger Gebrauchsgegenstände ließ auf eine Nutzung durch vorgeschichtliche Kulturen schließen, die der Zeit der Bandkeramiker zugeordnet werden konnten. Bei weiteren Artefakten handelte es sich um Fundstücke, die in die späte La-Tène-Zeit datiert wurden. Einige auf römischen Trümmerstellen in der Feldflur von Konradsheim aufgefundene Keramikreste belegten eine Besiedlung auch in der römischen Zeit.

### Mittelalter

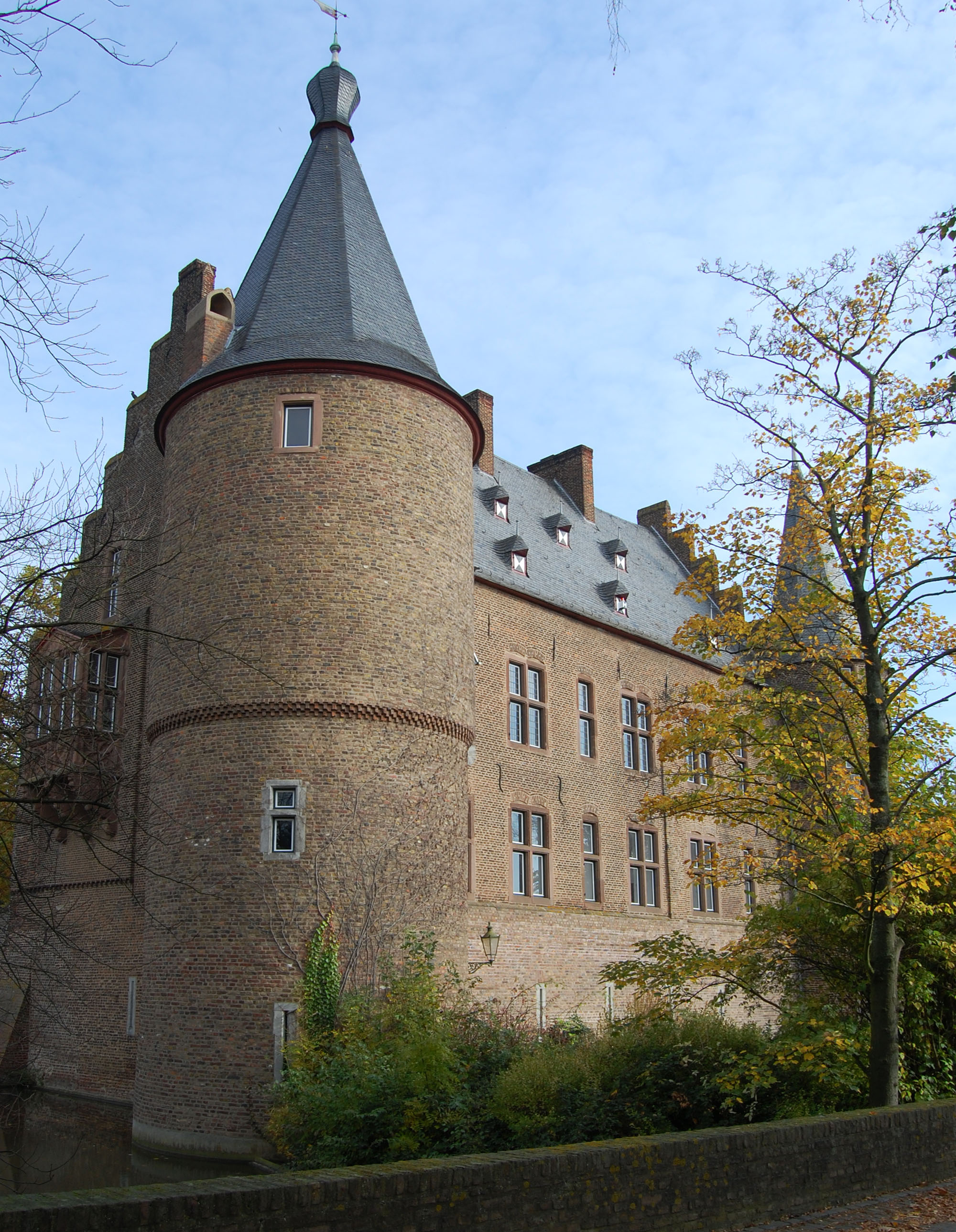
Burg Konradsheim

Bei der ersten schriftlichen Erwähnung in einer Handschrift des Benediktinerklosters Köln-Deutz, die um 1155 entstand, wurde der Ort Konradsheim als „Cunresheim“ in der Pfarre Lechenich genannt. In der Handschrift sind die Pfarreien, die jährlich eine Spende oder Almosen dem Kloster St. Heribert in Deutz überbrachten, aufgelistet. Im Fall Lechenich wurden zusätzlich auch die zur Pfarre gehörigen Orte angeführt.
Um 1250 bestand Konradsheim aus mehreren Einzelhöfen, die in einiger Entfernung voneinander lagen. Fünf dieser Höfe waren um 1293 dem Erzbischof von Köln zu Abgaben verpflichtet.
Im 14. Jahrhundert hatten mehrere Adelsfamilien Besitz in Konradsheim, darunter die Familie Schilling von Bornheim zu Buschfeld und die des Ritters Hermann Quad von Buschfeld. An die Familie Quad erinnert noch heute die Straßenbezeichnung „Qualenberg“, eine Fehldeutung der Flurbezeichnung „Quadenberg“. Im 16. und 17. Jahrhundert war die in Köln ansässige, adlige Familie von Konradsheim im Ort Konradsheim und dessen Umgebung begütert. Den Ertrag der Besitzungen verwandten die Erben für die Stiftung des 1736 wiedereröffneten Kölner Priesterseminars in der Nähe des Domes.

### Lebensumstände der Neuzeit
Die Konradsheimer gehörten zur Bürgerschaft der Stadt Lechenich. Dies war die Bezeichnung für die Einwohner, die außerhalb der Stadtmauern in den zur Stadt gehörenden Dörfern wohnten. Im Jahre 1517 wurden diese Dörfer der Bürgerschaft erstmals zusammen mit der Stadt Lechenich genannt.
Von ihrem Besitz zahlten die Konradsheimer wie alle Orte der Bürgerschaft Grundpacht an den Erzbischof und Kurfürsten. Der Zehnt war an das Stift St. Aposteln in Köln abzuführen, und landesherrliche Steuern wurden von den Ortsvorstehern eingesammelt. Die Ortsvorsteher wurden zu den Versammlungen des Lechenicher Stadtrates geladen, wo sie die Interessen ihres jeweiligen Ortes vertraten.
Bei der Belagerung Lechenichs 1642 wurde Konradsheim beim Abzug der Belagerer in Brand gesteckt. In den Kriegen Ludwigs XIV. von Frankreich waren die Bewohner durch Einquartierung und Kontributionen sehr belastet. Bei der Verzeichnung des Grundbesitzes im Jahre 1660 bestand Konradsheim außer der Burg aus 17 Häusern. Davon waren 13 im Besitz von Bauern, die anderen gehörten Adeligen oder der Kirche. Die Adelshöfe, die von Pächtern (sogenannten „Halfen“) bewirtschaftet wurden, wurden im Laufe der Zeit an Bürgerliche verkauft.

### 19. und 20. Jahrhundert

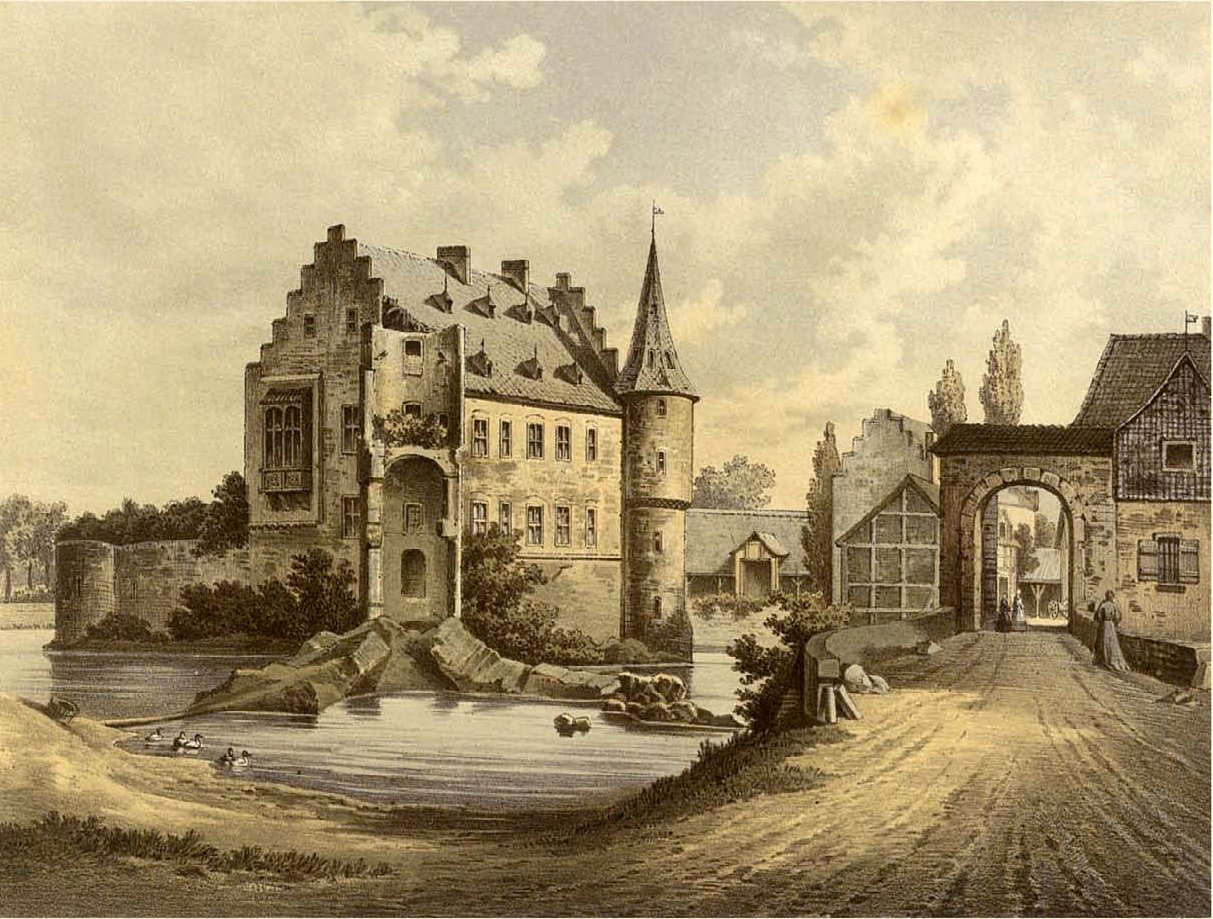
Burg Konradsheim im 19. Jahrhundert

Nach der Einrichtung neuer Verwaltungsbezirke unter französischer Herrschaft 1798/1800 gehörte Konradsheim zum Kanton Lechenich und zur Mairie Lechenich. 1801 hatte der Ort 79 Einwohner und fünf Kinder unter 12 Jahren. Von den 19 Haushaltsvorständen waren einschließlich des Burghalfen zwölf Landwirte, einer war Hufschmied und sechs verdingten sich als Tagelöhner.
Durch den Bau der Straße Neuss–Kerpen–Lechenich 1854 erhielt Konradsheim eine bessere Verbindung zu anderen Orten. Auch durch den Postbusverkehr, seit den 1920er Jahren Kraftpostbusse, von Köln nach Gymnich über Lechenich und zurück, ist Konradsheim an das überörtliche Verkehrsnetz angebunden.

### Einwohnerentwicklung
| Jahr      | 1828 | 1843 | 1871 | 1885 | 1895 | 1900 | 1905 | 1910 | 1919 | 1925 | 1933 | 1946 |
| --------- | ---- | ---- | ---- | ---- | ---- | ---- | ---- | ---- | ---- | ---- | ---- | ---- |
| Einwohner | 165  | 151  | 164  | 163  | 153  | 168  | 152  | 174  | 160  | 198  | 157  | 194  |

### Die Ortsvorsteher von Konradsheim
| von    | bis    | Name             |
| ------ | ------ | ---------------- |
| 1883   | 1887   | Edmund Radmacher |
| 1887   | 1890   | Johann Beck      |
| 1890   | 1896   | Edmund Radmacher |
| 1896   | 1902   | Peter Harzheim   |
| 1902   | 1930   | Wilhelm Jülich   |
| (1936) |        | Josef Pilgram    |
|        | 1948   | Konrad Henn      |
| 1948   | (1952) | Ludwig Oepen     |
| (1957) |        | Hans Päffgen     |

## Heutiges Ortsbild

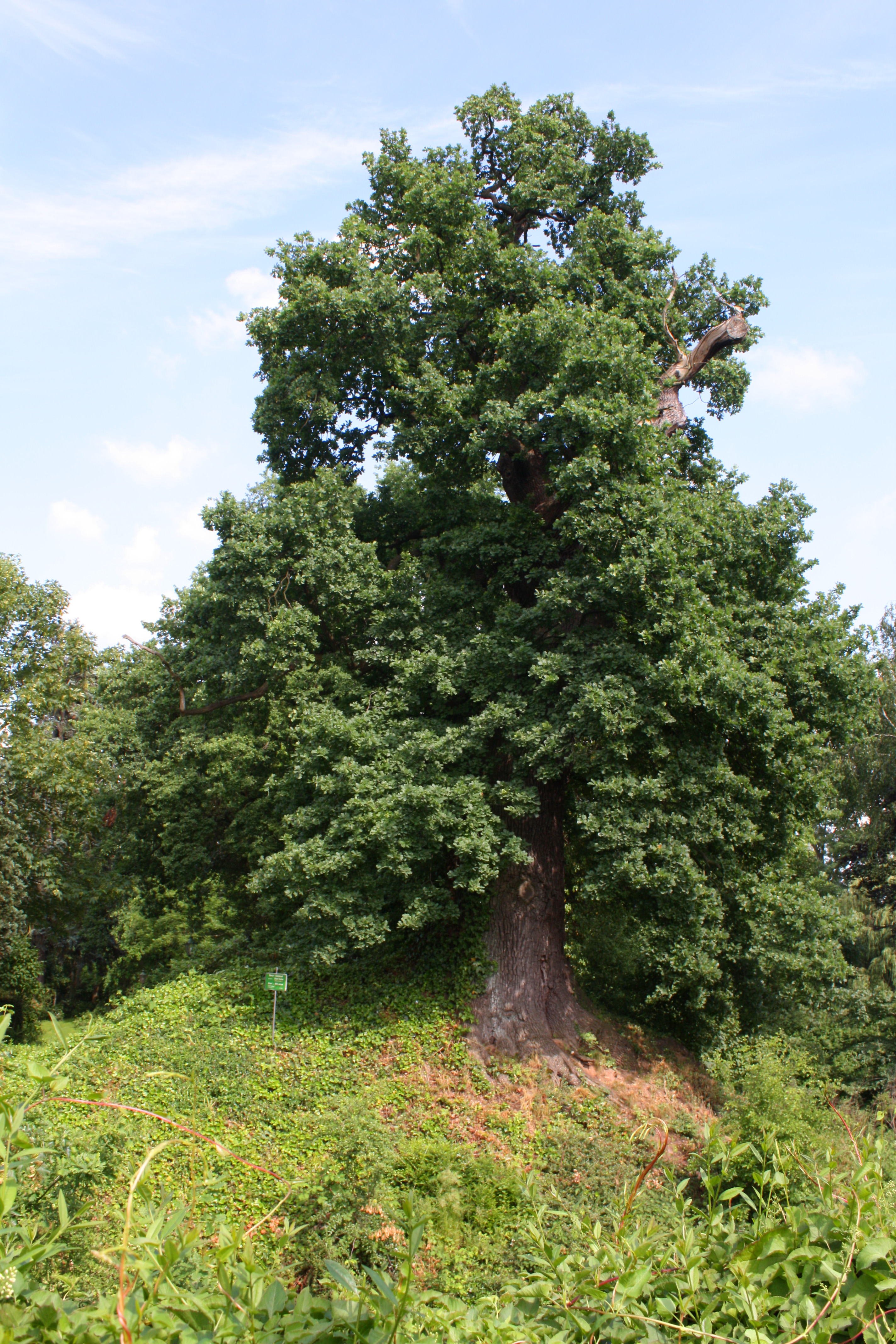
Konradsheimer Eiche, etwa 650 Jahre alt

Burg Konradsheim ist seit 1976 im Besitz der Familie Neisse, die 1967 den Burghof erworben hatte. Unmittelbar neben der Burg liegt ein 18-Loch Golfplatz, durch den Konradsheim bei den Golfern überregional bekannt wurde. Südlich der Burg Konradsheim, im Bereich des heutigen Wirtschaftshofes der Burg, steht eine etwa 650 Jahre alte Stieleiche. Dieses Naturdenkmal hatte 1993 einen Umfang von über sieben Metern. Vermutlich gehörte sie zu den Bäumen, die im 14. Jahrhundert einen Hof umstanden. Sie könnte das einzige überlebende Zeugnis für einen nicht mehr existierenden Hof genannt Vogelsang sein.
In Konradsheim haben sich mehrere Gewerbebetriebe niedergelassen, zu denen auch ein dortiger Erdbeerhof gezählt werden kann. In den letzten Jahren sind zwei neue Baugebiete mit insgesamt 40 Häusern entstanden, so dass die Einwohnerzahl inzwischen auf rund 450 Einwohner angewachsen ist.
Am nördlichen Ortsausgang wurde zu Beginn der 2020er Jahre eine große Seniorenwohnanlage errichtet, wofür die dortigen Jahnshöfe abgerissen wurden.

## Sehenswürdigkeiten
Konradsheim hat außer der Burg mehrere unter Denkmalschutz stehende Objekte.

## Verkehr
Die VRS-Buslinie 920 der Rhein-Erft-Verkehrsgesellschaft verbindet den Ort mit Lechenich, Erftstadt Bahnhof und Kerpen–Horrem. Zusätzlich verkehren einzelne Fahrten der auf die Schülerbeförderung ausgerichteten Linie 974 und zu bestimmten Zeiten ein Anruf-Sammel-Taxi.
| Linie | Verlauf                                                                                                |
| ----- | --- |
| 789   | AST-Verkehr: Anrufsammeltaxi Erftstadt / Hürth-Hermülheim                                              |
| 920   | Erftstadt Bf – Liblar – Lechenich – Konradsheim – Dirmerzheim – Gymnich – Kerpen – Sindorf – Horrem Bf |
| 974   | Stadtverkehr Erftstadt                                                                                 |